# Ульги (Акмолинская область)
Ульги (каз. Үлгі, до 2007 г. — Казгородок) — аул в Енбекшильдерском районе Акмолинской области Казахстана. Административный центр Ульгинского сельского округа. Код КАТО — 114547100.

## География
Аул расположен в западной части района, на расстоянии примерно 8 километров (по прямой) к северо-западу от административного центра района — города Степняк в урочище Кара-Чолак внутри треугольника из сопок  Сары-тюбе , Ак-тюбе и Бызау-тюбе . В 1833 году правительством Российской империи на этом месте был открыт Уч-Булакский внешний окружной приказ для управления местными кочевниками. Уш-Булак в переводе - три родника. 
Абсолютная высота — 387 метров над уровнем моря.
Климат холодно-умеренный, с хорошей влажностью. Среднегодовая температура воздуха положительная и составляет около +2,9°С. Среднемесячная температура воздуха в июле достигает +18,9°С. Среднемесячная температура января составляет около -15,3°С. Среднегодовое количество осадков составляет около 450 мм. Основная часть осадков выпадает в период с мая по август.
Ближайшие населённые пункты: город Степняк — на юго-востоке, село Жукей — на западе, село Кызылуюм — на юго-западе.

## Население
В 1989 году население аула составляло 1991 человек (из них казахи — 56 %, русские — 25 %).
В 1999 году население аула составляло 1241 человек (605 мужчин и 636 женщин). По данным переписи 2009 года, в ауле проживало 1086 человек (530 мужчин и 556 женщин).
| Численность населения | Численность населения | Численность населения |
| 1989                  | 1999                  | 2009                  |
| --------------------- | --------------------- | --------------------- |
| 1991                  | ↘1241                 | ↘1086                 |

## Улицы[7]
- ул. 1-я Комбинатовская
- ул. 2-я Комбинатовская
- ул. Больничная
- ул. Гарибжана Каримова
- ул. Джамбула Джабаева
- ул. Елтайская
- ул. Кирова
- ул. Лесная
- ул. Мурата Жексенбина
- ул. Новостроек
- ул. Октябрьская
- ул. Пушкина
- ул. Сеитбаттала Мустафина
- ул. Шетская